# Novopavlivka, Novoukraiinka
Novopavlivka (în ucraineană Новопавлівка) este un sat în comuna Pomicina din raionul Novoukraiinka, regiunea Kirovohrad, Ucraina.

## Demografie
Componența lingvistică a localității Novopavlivka
     Ucraineană (95,52%)
     Rusă (1,49%)
     Română (1,49%)
     Belarusă (1,49%)
Conform recensământului din 2001, majoritatea populației localității Novopavlivka era vorbitoare de ucraineană (95,52%), existând în minoritate și vorbitori de rusă (1,49%), română (1,49%) și belarusă (1,49%).